# Mario Lehmann
Mario Lehmann (* 21. März 1970 in Quedlinburg) ist ein ehemaliger deutscher Politiker (AfD). Er war von 2016 bis 2021 Abgeordneter im Landtag von Sachsen-Anhalt.

## Leben
Lehmann war in Quedlinburg als Polizist tätig, zuletzt als Kriminalhauptkommissar. Nach einer Dienstaufsichtsbeschwerde aufgrund einer angeblichen Beleidigung wurde er als Leiter der Polizeistation Ballenstedt suspendiert und in eine andere Dienststelle versetzt. Er reichte bei der Landespolizei seine Kündigung ein; später sprach ihn das Amtsgericht Quedlinburg vom Vorwurf der Beleidigung frei. 2022 kehrte er zurück in den Polizeidienst.
Lehmann ist verheiratet und Vater von zwei Kindern. Seine Tochter Lisa Lehmann war ebenfalls Mitglied im AfD-Landesvorstand Sachsen-Anhalt. Sie war die Lebensgefährtin des früheren AfD-Landesvorsitzenden André Poggenburg.

## Politik
Lehmann war Mitglied des AfD-Landesvorstandes Sachsen-Anhalt. Er wurde bei der Landtagswahl 2016 über die AfD-Landesliste in den Landtag von Sachsen-Anhalt gewählt. Nach den Kommunalwahlen 2019 wurde er Mitglied des Kreistages im Landkreis Harz. Zum 31. Dezember 2020 trat er aus der AfD aus. Mit Ablauf der siebten Legislaturperiode schied er 2021 aus dem Landtag aus.

## Kontroversen
In einer Landtagsdebatte im März 2017 warnte Lehmann davor, das „Wahl- und Staatsbürgerrecht an jeden hereingeholten Antänzer und jede Ficki-Ficki-Fachkraft zu verschenken.“ Swen Knöchel, Fraktionschef der Linken, kritisierte diese Ausdrucksweise als „Gassenjargon“.
Unter Bezug auf eine umstrittene Sendung des Kinderkanals KiKA sagte Lehmann im Januar 2018 im Landtag von Sachsen-Anhalt, „der KiKA sollte eventuell auch in Ficki-Ficki-Anleitungs-TV umbenannt werden.“ Zudem warf er hinsichtlich der Kriminalität von Flüchtlingen den anderen Parteien vor, „politisch und symbolisch Blut an den Händen“ kleben zu haben. Lehmann wurde daraufhin von Abgeordneten mehrerer Parteien kritisiert. So behauptete Sebastian Striegel, Innenexperte der Grünen, dass Lehmanns Rede „den Tatbestand der Volksverhetzung erfüllen“ könnte.

## Strafrechtliche Vorwürfe
Im Oktober 2018 wurde bekannt, dass Lehmann vorgeworfen wird, dem AfD-Landtagsabgeordneten Jan Wenzel Schmidt am Rande einer Finanzklausur des AfD-Landesvorstands Ende September 2018 in Friedrichsbrunn (Harz) in die Toilettenräume gefolgt zu sein, ihn dort in die Nierengegend geschlagen und bedroht zu haben. Jan Wenzel Schmidt erbat daraufhin bei der Landtagspräsidentin Gabriele Brakebusch um Schutzmaßnahmen, da sich beide AfD-Abgeordneten regelmäßig während Sitzungen und Arbeitswochen im Parlament sehen.
Die Staatsanwaltschaft hat die Ermittlungen wegen Körperverletzung und Nötigung aufgrund der am 4. Oktober eingereichten Anzeige von Jan Wenzel Schmidt am 26. Oktober wieder eingestellt und auf den Privatklageweg verwiesen.
Laut Innenministerium von Sachsen-Anhalt wird die Anzeige für den Polizisten Lehmann auch „keine dienstrechtlichen Maßnahmen nach sich ziehen“, da „besondere Rechten und Pflichten aus dem Beamte-Dienstverhältnis […] mit Annahme des Landtagsmandats“ ruhen – das gelte zum Beispiel für die Wohlverhaltenspflicht.

## Rückkehr in den Polizeidienst
Trotz Protesten u. a. des Internationalen Auschwitz Komitees wurde die Rückkehr Mario Lehmanns in den Polizeidienst im Juni 2022 vom sachsen-anhaltischen Innenministerium gerechtfertigt.